# Trumma (vattenbyggnad)

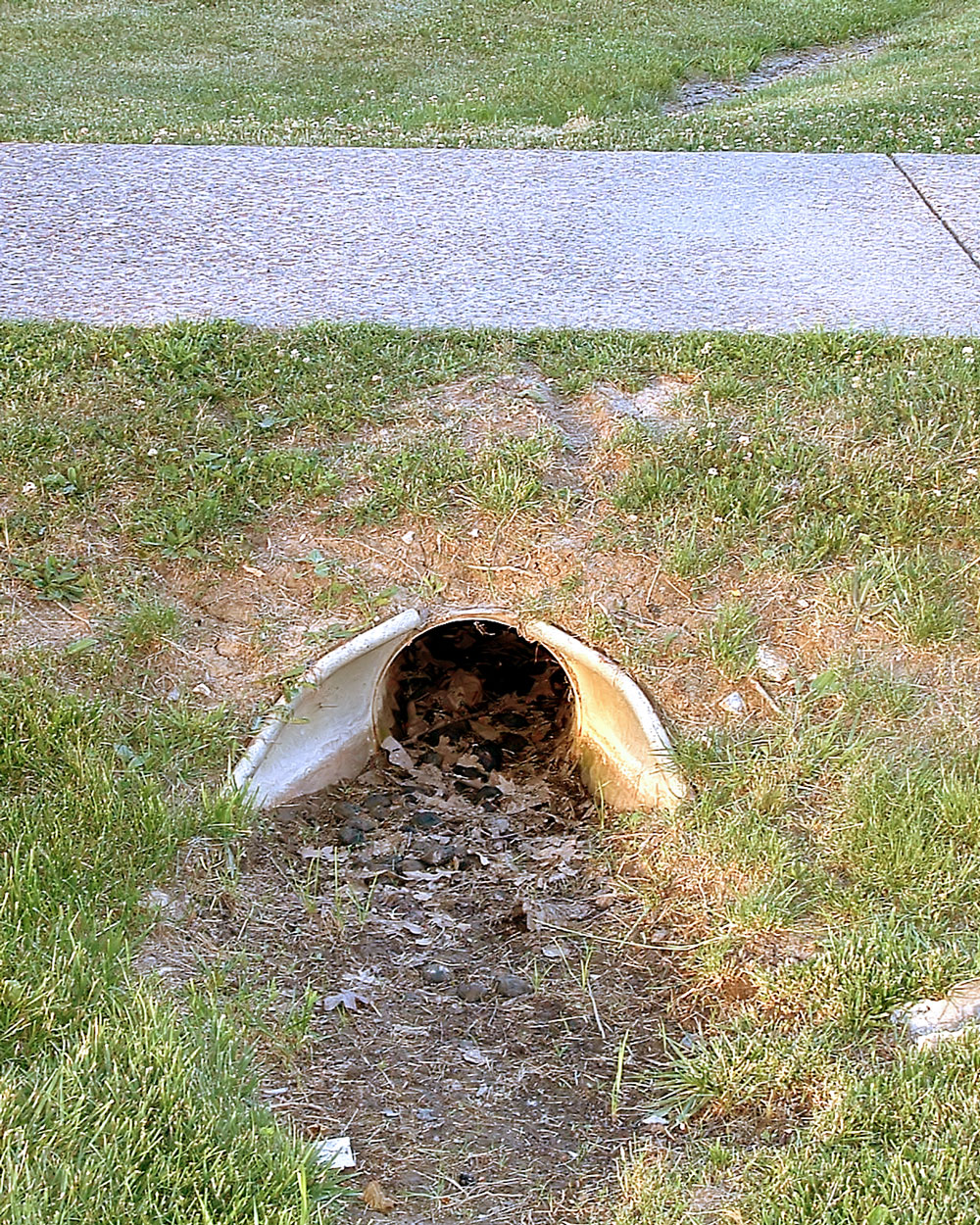
Liten trumma under en gångväg

En trumma eller vägtrumma är en byggnadsdetalj som placeras i en väg- eller järnvägbank så att mindre vattendrag såsom  diken, bäckar eller regnvattenansamlingar kan passera från ena till andra sidan, som vanligen lägges i kallmur och till följd av sin mindre bredd endast övertäckes med stora, flata stenar. Trumman består av ett rör med en diameter som vanligen är mindre än två meter. Som material används vanligen betong, stål eller PVC. Olämpligt lagda trummor blir ett vandringshinder för fisk, vilket påverkar fiskpopulationen negativt.
Trummor kan med fördel förses med en grushylla där uttrar kan gå utmed vattendraget, istället för att tvingas korsa vägbanan.

## Rörbro
Vid diametrar över 2 m byter röret namn från vägtrumma till rörbro.

## Se även

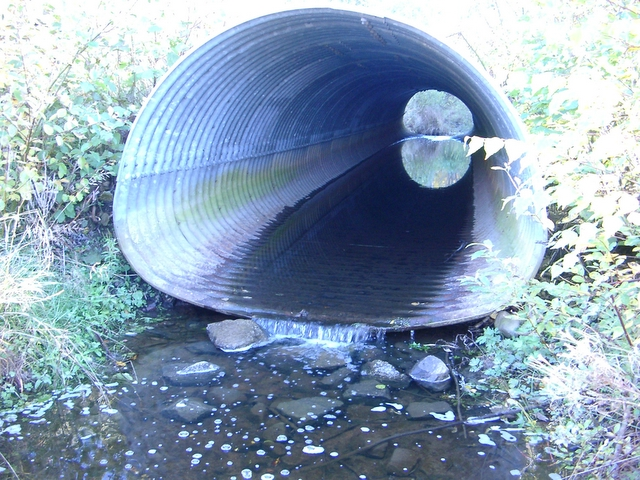
Rörbro.